# Ligue B de la Ligue des nations de la CONCACAF 2022-2023
Navigation
Ligue B 2019-2020 Ligue B 2023-2024
La Ligue B de la Ligue des nations 2022-2023 est la deuxième division de la Ligue des nations 2022-2023, deuxième édition d'une compétition impliquant les équipes nationales masculines des 41 associations membres de la CONCACAF.

## Format
La Ligue B se compose de seize équipes qui sont séparées en quatre groupes de quatre équipes. Les vainqueurs de chaque groupe sont promus en Ligue A pour la saison 2023-2024, et se qualifient également pour la Gold Cup 2023. Les équipes classées quatrièmes de chaque groupe sont reléguées en Ligue C mais avec le changement de format pour la prochaine édition les relégations sont annulées.
De plus, les équipes classées deuxièmes de chaque groupe se qualifient pour les éliminatoires de la Gold Cup 2023.

### Changements d'équipes
| Relégués de Ligue A                   |
| ------------------------------------- |
| Bermudes Cuba Haïti Trinité-et-Tobago |

| Promus de Ligue C                    |
| ------------------------------------ |
| Bahamas Barbade Guadeloupe Guatemala |

| Promus en Ligue A                  |
| ---------------------------------- |
| Salvador Grenade Jamaïque Suriname |

| Relégués en Ligue C                                                  |
| -------------------------------------------------------------------- |
| Aruba République dominicaine Saint-Christophe-et-Niévès Sainte-Lucie |

### Tirage au sort
Les équipes sont reparties en quatre chapeaux de quatre équipes, placées selon leur coefficient.
Le tirage au sort de la phase de groupes a lieu à Miami en Floride, le 4 avril 2022
| Équipe            | Coeff | Classement |
| ----------------- | ----- | ---------- |
| Haïti             | 1 432 | 7          |
| Guatemala         | 1 417 | 8          |
| Trinité-et-Tobago | 1 232 | 13         |
| Cuba              | 1 096 | 14         |

| Équipe     | Coeff | Classement |
| ---------- | ----- | ---------- |
| Guyane     | 1 030 | 16         |
| Guadeloupe | 1 011 | 17         |
| Nicaragua  | 986   | 18         |
| Bermudes   | 973   | 19         |

| Équipe                          | Coeff | Classement |
| ------------------------------- | ----- | ---------- |
| Antigua-et-Barbuda              | 953   | 20         |
| Guyana                          | 924   | 21         |
| République dominicaine          | 872   | 23         |
| Saint-Vincent-et-les-Grenadines | 865   | 24         |

| Équipe     | Coeff | Classement |
| ---------- | ----- | ---------- |
| Belize     | 795   | 26         |
| Montserrat | 767   | 27         |
| Barbade    | 674   | 31         |
| Bahamas    | 538   | 33         |

## Groupes
Le Nicaragua était initialement qualifié en tant que vainqueur du groupe C de la Ligue B pour la Gold Cup 2023 et également promu en Ligue A pour la prochaine édition, mais a été disqualifié en raison de l'alignement d'un joueur inéligible. La Trinité-et-Tobago, deuxième du groupe C qui s'était initialement qualifié pour les éliminatoires de la Gold Cup 2023 se qualifie directement pour la compétition et est promue en Ligue A. L'Antigua-et-Barbuda récupère la place de la Trinité-et-Tobago dans les éliminatoires en tant que meilleur 3e
Légende des classements
- Disqualification
- Promotion en Ligue A et qualification pour la Gold Cup 2023
- Qualification pour les éliminatoires de la Gold Cup 2023

### Groupe A
| Rang | Équipe             | Pts | J | G | N | P | Bp | Bc | Diff |  | Résultats (▼ dom., ► ext.) |     |     |     |     |
| ---- | ------------------ | --- | - | - | - | - | -- | -- | ---- |  | -------------------------- | --- | --- | --- | --- |
| 1    | Cuba R             | 15  | 6 | 5 | 0 | 1 | 11 | 3  | +8   |  | Cuba R                     |     | 1-0 | 3-1 | 3-0 |
| 2    | Guadeloupe P       | 9   | 6 | 3 | 0 | 3 | 5  | 5  | 0    |  | Guadeloupe P               | 2-1 |     | 0-1 | 2-1 |
| 3    | Antigua-et-Barbuda | 9   | 6 | 3 | 0 | 3 | 5  | 7  | -2   |  | Antigua-et-Barbuda         | 0-2 | 1-0 |     | 1-2 |
| 4    | Barbade P          | 3   | 6 | 1 | 0 | 5 | 3  | 9  | -6   |  | Barbade P                  | 0-1 | 0-1 | 0-1 |     |

| 1re journée             | Barbade | 0 - 1   | Antigua-et-Barbuda | Daren Sammy Cricket Ground, Gros Islet |                          |
| 2 juin 2022 19:30 UTC−4 |         | (0 - 0) | 90+1e Philip       | Arbitrage : Moeth Gaymes               | Arbitrage : Moeth Gaymes |
| 2 juin 2022 19:30 UTC−4 | Rapport |         |                    | Arbitrage : Moeth Gaymes               | Arbitrage : Moeth Gaymes |

| 2 juin 2022 | Guadeloupe                | 2 - 1   | Cuba        | Stade René-Serge-Nabajoth, Les Abymes |                         |
| 20:00 UTC−4 | Gendrey 15e · Ambrose 90e | (1 - 0) | 74e M.Reyes | Arbitrage : José Torres               | Arbitrage : José Torres |
| 20:00 UTC−4 | Rapport                   |         |             | Arbitrage : José Torres               | Arbitrage : José Torres |

| 2e journée              | Cuba                                                   | 3 - 0   | Barbade | Estadio Antonio Maceo, Santiago de Cuba |                         |
| 5 juin 2022 16:00 UTC−4 | Pozo-Venta 35e · A.Hernández 38e · Paradela 47e (pen.) | (2 - 0) |         | Arbitrage : Marco Ortíz                 | Arbitrage : Marco Ortíz |
| 5 juin 2022 16:00 UTC−4 | Rapport                                                |         |         | Arbitrage : Marco Ortíz                 | Arbitrage : Marco Ortíz |

| 5 juin 2022 | Antigua-et-Barbuda | 1 - 0   | Guadeloupe | Warner Park, Basseterre    |                            |
| 19:00 UTC−4 | Weston 55e         | (0 - 0) |            | Arbitrage : Reginald Gumbs | Arbitrage : Reginald Gumbs |
| 19:00 UTC−4 | Rapport            |         |            | Arbitrage : Reginald Gumbs | Arbitrage : Reginald Gumbs |

| 3e journée              | Barbade | 0 - 1   | Guadeloupe  | Daren Sammy Cricket Ground, Gros Islet |                         |
| 9 juin 2022 18:00 UTC−4 |         | (0 - 1) | 16e Ambrose | Arbitrage : Raúl Castro                | Arbitrage : Raúl Castro |
| 9 juin 2022 18:00 UTC−4 | Rapport |         |             | Arbitrage : Raúl Castro                | Arbitrage : Raúl Castro |

| 9 juin 2022 | Antigua-et-Barbuda | 0 - 2   | Cuba                           | Warner Park, Basseterre  |                          |
| 19:00 UTC−4 |                    | (0 - 1) | 16e Paradela · 83e O.Hernández | Arbitrage : Kimbell Ward | Arbitrage : Kimbell Ward |
| 19:00 UTC−4 | Rapport            |         |                                | Arbitrage : Kimbell Ward | Arbitrage : Kimbell Ward |

| 4e journée               | Cuba                    | 3 - 1   | Antigua-et-Barbuda | Estadio Antonio Maceo, Santiago de Cuba |                               |
| 12 juin 2022 16:00 UTC−4 | A.Hernández 16e 21e 63e | (2 - 0) | 51e Bishop         | Arbitrage : Guillermo Pacheco           | Arbitrage : Guillermo Pacheco |
| 12 juin 2022 16:00 UTC−4 | Rapport                 |         |                    | Arbitrage : Guillermo Pacheco           | Arbitrage : Guillermo Pacheco |

| 12 juin 2022 | Guadeloupe                      | 2 - 1   | Barbade    | Stade René-Serge-Nabajoth, Les Abymes |                              |
| 18:00 UTC−4  | Ambrose 6e · Phaëton 27e (pen.) | (2 - 0) | 59e Atkins | Arbitrage : Melvin Matamoros          | Arbitrage : Melvin Matamoros |
| 18:00 UTC−4  | Rapport                         |         |            | Arbitrage : Melvin Matamoros          | Arbitrage : Melvin Matamoros |

| 5e journée               | Barbade | 0 - 1   | Cuba       | Wildey Turf, Wildey      |                          |
| 23 mars 2023 19:00 UTC−4 |         | (0 - 1) | 3e M.Reyes | Arbitrage : Walter López | Arbitrage : Walter López |
| 23 mars 2023 19:00 UTC−4 | Rapport |         |            | Arbitrage : Walter López | Arbitrage : Walter López |

| 25 mars 2023 | Guadeloupe | 0 - 1   | Antigua-et-Barbuda   | Stade René-Serge-Nabajoth, Les Abymes |                                 |
| 19:00 UTC−4  |            | (0 - 0) | 57e Nathaniel-George | Arbitrage : Pierre-Luc Lauziere       | Arbitrage : Pierre-Luc Lauziere |
| 19:00 UTC−4  | Rapport    |         |                      | Arbitrage : Pierre-Luc Lauziere       | Arbitrage : Pierre-Luc Lauziere |

| 6e journée               | Antigua-et-Barbuda | 1 - 2   | Barbade              | Sir Vivian Richards Stadium, North Sound |                            |
| 26 mars 2023 16:00 UTC−4 | Weston 31e         | (1 - 0) | 62e Gale · 87e James | Arbitrage : Ismael Cornejo               | Arbitrage : Ismael Cornejo |
| 26 mars 2023 16:00 UTC−4 | Rapport            |         |                      | Arbitrage : Ismael Cornejo               | Arbitrage : Ismael Cornejo |

| 26 mars 2023 | Cuba        | 1 - 0   | Guadeloupe | Estadio Antonio Maceo, Santiago de Cuba |                             |
| 16:00 UTC−4  | Matos 45+2e | (1 - 0) |            | Arbitrage : Ricardo Montero             | Arbitrage : Ricardo Montero |
| 16:00 UTC−4  | Rapport     |         |            | Arbitrage : Ricardo Montero             | Arbitrage : Ricardo Montero |

### Groupe B
| Rang | Équipe     | Pts | J | G | N | P | Bp | Bc | Diff |  | Résultats (▼ dom., ► ext.) |     |     |     |     |
| ---- | ---------- | --- | - | - | - | - | -- | -- | ---- |  | -------------------------- | --- | --- | --- | --- |
| 1    | Haïti R    | 16  | 6 | 5 | 1 | 0 | 22 | 5  | +17  |  | Haïti R                    |     | 6-0 | 3-1 | 3-2 |
| 2    | Guyana     | 10  | 6 | 3 | 1 | 2 | 8  | 14 | -6   |  | Guyana                     | 2-6 |     | 2-1 | 0-0 |
| 3    | Bermudes R | 4   | 6 | 1 | 1 | 4 | 7  | 10 | -3   |  | Bermudes R                 | 0-0 | 0-2 |     | 3-0 |
| 4    | Montserrat | 4   | 6 | 1 | 1 | 4 | 6  | 14 | -8   |  | Montserrat                 | 0-4 | 1-2 | 3-2 |     |

| 1re journée             | Bermudes | 0 - 0   | Haïti | Stade national des Bermudes, Devonshire |                        |
| 4 juin 2022 18:00 UTC−3 |          | (0 - 0) |       | Arbitrage : Reon Radix                  | Arbitrage : Reon Radix |
| 4 juin 2022 18:00 UTC−3 | Rapport  |         |       | Arbitrage : Reon Radix                  | Arbitrage : Reon Radix |

| 4 juin 2022 | Montserrat  | 1 - 2   | Guyana          | Stade olympique Félix-Sánchez, Saint-Domingue |                               |
| 19:30 UTC−4 | Clifton 21e | (1 - 0) | 61e 71e Glasgow | Arbitrage : Jefferson Escobar                 | Arbitrage : Jefferson Escobar |
| 19:30 UTC−4 | Rapport     |         |                 | Arbitrage : Jefferson Escobar                 | Arbitrage : Jefferson Escobar |

| 2e journée              | Guyana                   | 2 - 1   | Bermudes     | National Track and Field Centre Leonora, Leonora |                        |
| 7 juin 2022 16:00 UTC−4 | Bobb 35e · Glasgow 45+2e | (2 - 1) | 42e Leverock | Arbitrage : Reon Radix                           | Arbitrage : Reon Radix |
| 7 juin 2022 16:00 UTC−4 | Rapport                  |         |              | Arbitrage : Reon Radix                           | Arbitrage : Reon Radix |

| 7 juin 2022 | Haïti                              | 3 - 2   | Montserrat                      | Stade olympique Félix-Sánchez, Saint-Domingue |                         |
| 17:00 UTC−4 | Prunier 5e · Antoine 9e · Saba 25e | (3 - 1) | 19e Simon · 90+2e (pen.) Taylor | Arbitrage : David Gómez                       | Arbitrage : David Gómez |
| 17:00 UTC−4 | Rapport                            |         |                                 | Arbitrage : David Gómez                       | Arbitrage : David Gómez |

| 3e journée               | Guyana                          | 2 - 6   | Haïti                                                              | National Track and Field Centre Leonora, Leonora |                               |
| 11 juin 2022 16:00 UTC−4 | Welshman 11e · Moriah-Welsh 44e | (2 - 5) | 4e Jean · 9e Saba · 38e Antoine · 41e 43e Etienne · 80e Christophe | Arbitrage : Enrique Santander                    | Arbitrage : Enrique Santander |
| 11 juin 2022 16:00 UTC−4 | Rapport                         |         |                                                                    | Arbitrage : Enrique Santander                    | Arbitrage : Enrique Santander |

| 11 juin 2022 | Montserrat                          | 3 - 2   | Bermudes                | Stade olympique Félix-Sánchez, Saint-Domingue |                             |
| 19:30 UTC−4  | Taylor 47e (pen.) 85e · Clifton 67e | (0 - 0) | 54e Clemons · 78e Wells | Arbitrage : Adonis Carrasco                   | Arbitrage : Adonis Carrasco |
| 19:30 UTC−4  | Rapport                             |         |                         | Arbitrage : Adonis Carrasco                   | Arbitrage : Adonis Carrasco |

| 4e journée               | Bermudes | 3 - 0 Tapis vert | Montserrat | Stade national des Bermudes, Devonshire |                          |
| 14 juin 2022 19:30 UTC−3 |          |                  |            | Arbitrage : Drew Fischer                | Arbitrage : Drew Fischer |
| 14 juin 2022 19:30 UTC−3 | Rapport  |                  |            | Arbitrage : Drew Fischer                | Arbitrage : Drew Fischer |

| 14 juin 2022 | Haïti                                                            | 6 - 0   | Guyana | Stade olympique Félix-Sánchez, Saint-Domingue |                               |
| 18:00 UTC−4  | Christian 39e · Prunier 48e 76e · Simonsen 63e · Antoine 87e 89e | (1 - 0) |        | Arbitrage : Randy Encarnación                 | Arbitrage : Randy Encarnación |
| 18:00 UTC−4  | Rapport                                                          |         |        | Arbitrage : Randy Encarnación                 | Arbitrage : Randy Encarnación |

| 5e journée               | Bermudes | 0 - 2   | Guyana                   | Stade national des Bermudes, Devonshire |                                |
| 25 mars 2023 14:00 UTC−3 |          | (0 - 0) | 52e Gordon · 58e Garrett | Arbitrage : Fernando Hernández          | Arbitrage : Fernando Hernández |
| 25 mars 2023 14:00 UTC−3 | Rapport  |         |                          | Arbitrage : Fernando Hernández          | Arbitrage : Fernando Hernández |

| 25 mars 2023 | Montserrat | 0 - 4   | Haïti                                               | Blakes Estate Stadium, Lookout |                         |
| 17:00 UTC−4  |            | (0 - 0) | 49e Nazon · 60e Pierrot · 70e Etienne · 84e Prunier | Arbitrage : Bryan López        | Arbitrage : Bryan López |
| 17:00 UTC−4  | Rapport    |         |                                                     | Arbitrage : Bryan López        | Arbitrage : Bryan López |

| 6e journée               | Haïti                                      | 3 - 1   | Bermudes | Estadio Panamericano, San Cristóbal |                              |
| 28 mars 2023 18:00 UTC−4 | Pierrot 25e · Simonsen 26e · Antoine 45+4e | (3 - 0) | 75e Bean | Arbitrage : Melvin Matamoros        | Arbitrage : Melvin Matamoros |
| 28 mars 2023 18:00 UTC−4 | Rapport                                    |         |          | Arbitrage : Melvin Matamoros        | Arbitrage : Melvin Matamoros |

| 28 mars 2023 | Guyana  | 0 - 0   | Montserrat | Wildey Turf, Wildey        |                            |
| 19:00 UTC−4  |         | (0 - 0) |            | Arbitrage : Keylor Herrera | Arbitrage : Keylor Herrera |
| 19:00 UTC−4  | Rapport |         |            | Arbitrage : Keylor Herrera | Arbitrage : Keylor Herrera |

### Groupe C
| Rang | Équipe                          | Pts | J | G | N | P | Bp | Bc | Diff |  | Résultats (▼ dom., ► ext.)      |     |     |     |     |
| ---- | ------------------------------- | --- | - | - | - | - | -- | -- | ---- |  | ------------------------------- | --- | --- | --- | --- |
| 1    | Nicaragua                       | 14  | 6 | 4 | 2 | 0 | 15 | 5  | +10  |  | Nicaragua                       |     | 2-1 | 4-0 | 4-1 |
| 2    | Trinité-et-Tobago R             | 13  | 6 | 4 | 1 | 1 | 12 | 4  | +8   |  | Trinité-et-Tobago R             | 1-1 |     | 1-0 | 4-1 |
| 3    | Bahamas P                       | 4   | 6 | 1 | 1 | 4 | 2  | 11 | -9   |  | Bahamas P                       | 0-2 | 0-3 |     | 1-0 |
| 4    | Saint-Vincent-et-les-Grenadines | 2   | 6 | 0 | 2 | 4 | 5  | 14 | -9   |  | Saint-Vincent-et-les-Grenadines | 2-2 | 0-2 | 1-1 |     |

| 1re journée             | Bahamas              | 1 - 0   | Saint-Vincent-et-les-Grenadines | Stade Thomas-Robinson, Nassau |                         |
| 3 juin 2022 17:00 UTC−4 | St. Fleur 68e (pen.) | (0 - 0) |                                 | Arbitrage : Jorge Pérez       | Arbitrage : Jorge Pérez |
| 3 juin 2022 17:00 UTC−4 | Rapport              |         |                                 | Arbitrage : Jorge Pérez       | Arbitrage : Jorge Pérez |

| 3 juin 2022 | Nicaragua                   | 2 - 1   | Trinité-et-Tobago | Nicaragua National Football Stadium, Managua |                            |
| 20:00 UTC−6 | Quijano 45+1e · Bonilla 78e | (1 - 0) | 46e (csc) Reyes   | Arbitrage : Keylor Herrera                   | Arbitrage : Keylor Herrera |
| 20:00 UTC−6 | Rapport                     |         |                   | Arbitrage : Keylor Herrera                   | Arbitrage : Keylor Herrera |

| 2e journée              | Saint-Vincent-et-les-Grenadines | 2 - 2   | Nicaragua                   | Stade d'Arnos Vale, Arnos Vale |                              |
| 6 juin 2022 15:00 UTC−4 | Solomon 3e · Anderson 45+5e     | (2 - 2) | 22e Bonilla · 41e Moldskred | Arbitrage : Ken Pennyfeather   | Arbitrage : Ken Pennyfeather |
| 6 juin 2022 15:00 UTC−4 | Rapport                         |         |                             | Arbitrage : Ken Pennyfeather   | Arbitrage : Ken Pennyfeather |

| 6 juin 2022 | Trinité-et-Tobago | 1 - 0   | Bahamas | Stade Hasely-Crawford, Port-d'Espagne |                           |
| 20:00 UTC−4 | Hackshaw 4e       | (1 - 0) |         | Arbitrage : Shavin Greene             | Arbitrage : Shavin Greene |
| 20:00 UTC−4 | Rapport           |         |         | Arbitrage : Shavin Greene             | Arbitrage : Shavin Greene |

| 3e journée               | Saint-Vincent-et-les-Grenadines | 0 - 2   | Trinité-et-Tobago           | Stade d'Arnos Vale, Arnos Vale |                            |
| 10 juin 2022 15:00 UTC−4 |                                 | (0 - 2) | 17e Hackshaw · 25e L.García | Arbitrage : Alex Chilowicz     | Arbitrage : Alex Chilowicz |
| 10 juin 2022 15:00 UTC−4 | Rapport                         |         |                             | Arbitrage : Alex Chilowicz     | Arbitrage : Alex Chilowicz |

| 10 juin 2022 | Bahamas | 0 - 2   | Nicaragua                    | Stade Thomas-Robinson, Nassau |                              |
| 17:00 UTC−4  |         | (0 - 1) | 40e Moreno · 90+1e Moldskred | Arbitrage : Joseph Dickerson  | Arbitrage : Joseph Dickerson |
| 17:00 UTC−4  | Rapport |         |                              | Arbitrage : Joseph Dickerson  | Arbitrage : Joseph Dickerson |

| 4e journée               | Trinité-et-Tobago                             | 4 - 1   | Saint-Vincent-et-les-Grenadines | Stade Hasely-Crawford, Port-d'Espagne |                            |
| 13 juin 2022 19:00 UTC−4 | J.García 9e · Powder 11e 41e · Rochford 90+1e | (3 - 1) | 26e Stewart                     | Arbitrage : Nelson Salgado            | Arbitrage : Nelson Salgado |
| 13 juin 2022 19:00 UTC−4 | Rapport                                       |         |                                 | Arbitrage : Nelson Salgado            | Arbitrage : Nelson Salgado |

| 13 juin 2022 | Nicaragua                                              | 4 - 0   | Bahamas | Nicaragua National Football Stadium, Managua |                        |
| 18:00 UTC−6  | Barrera 19e (pen.) · Moreno 34e 45e · Smith 74e (pen.) | (3 - 0) |         | Arbitrage : Julio Luna                       | Arbitrage : Julio Luna |
| 18:00 UTC−6  | Rapport                                                |         |         | Arbitrage : Julio Luna                       | Arbitrage : Julio Luna |

| 5e journée               | Bahamas | 0 - 3   | Trinité-et-Tobago                 | Stade Thomas-Robinson, Nassau |                           |
| 24 mars 2023 16:00 UTC−4 |         | (0 - 3) | 5e Moses · 26e Jones · 34e Telfer | Arbitrage : Oshane Nation     | Arbitrage : Oshane Nation |
| 24 mars 2023 16:00 UTC−4 | Rapport |         |                                   | Arbitrage : Oshane Nation     | Arbitrage : Oshane Nation |

| 24 mars 2023 | Nicaragua                                             | 4 - 1   | Saint-Vincent-et-les-Grenadines | Nicaragua National Football Stadium, Managua |                             |
| 18:00 UTC−6  | Smith 3e · Barrera 42e · Moldskred 60e · Flores 90+2e | (2 - 1) | 18e (pen.) Edwards              | Arbitrage : Adonai Escobedo                  | Arbitrage : Adonai Escobedo |
| 18:00 UTC−6  | Rapport                                               |         |                                 | Arbitrage : Adonai Escobedo                  | Arbitrage : Adonai Escobedo |

| 6e journée               | Saint-Vincent-et-les-Grenadines | 1 - 1   | Bahamas    | Stade d'Arnos Vale, Arnos Vale |                               |
| 27 mars 2023 15:00 UTC−4 | Edwards 59e (pen.)              | (0 - 0) | 70e Joseph | Arbitrage : Fernando Guerrero  | Arbitrage : Fernando Guerrero |
| 27 mars 2023 15:00 UTC−4 | Rapport                         |         |            | Arbitrage : Fernando Guerrero  | Arbitrage : Fernando Guerrero |

| 27 mars 2023 | Trinité-et-Tobago | 1 - 1   | Nicaragua | Stade Dwight-Yorke, Bacolet    |                                |
| 20:00 UTC−4  | Jones 42e         | (1 - 1) | 27e Smith | Arbitrage : Armando Villarreal | Arbitrage : Armando Villarreal |
| 20:00 UTC−4  | Rapport           |         |           | Arbitrage : Armando Villarreal | Arbitrage : Armando Villarreal |

### Groupe D
| Rang | Équipe                 | Pts | J | G | N | P | Bp | Bc | Diff |  | Résultats (▼ dom., ► ext.) |     |     |     |     |
| ---- | ---------------------- | --- | - | - | - | - | -- | -- | ---- |  | -------------------------- | --- | --- | --- | --- |
| 1    | Guatemala P            | 13  | 6 | 4 | 1 | 1 | 11 | 4  | +7   |  | Guatemala P                |     | 4-0 | 2-0 | 2-0 |
| 2    | Guyane                 | 11  | 6 | 3 | 2 | 1 | 8  | 8  | 0    |  | Guyane                     | 2-0 |     | 1-1 | 1-0 |
| 3    | République dominicaine | 8   | 6 | 2 | 2 | 2 | 8  | 7  | +1   |  | République dominicaine     | 1-1 | 2-3 |     | 2-0 |
| 4    | Belize                 | 1   | 6 | 0 | 1 | 5 | 2  | 10 | -8   |  | Belize                     | 1-2 | 1-1 | 0-2 |     |

| 1re journée             | Guyane                     | 2 - 0   | Guatemala | Stade Georges-Chaumet, Cayenne |                         |
| 2 juin 2022 19:00 UTC−3 | Sarrucco 9e · Némouthé 41e | (2 - 0) |           | Arbitrage : Damien Rosa        | Arbitrage : Damien Rosa |
| 2 juin 2022 19:00 UTC−3 | Rapport                    |         |           | Arbitrage : Damien Rosa        | Arbitrage : Damien Rosa |

| 2 juin 2022 | Belize  | 0 - 2   | République dominicaine | FFB Stadium, Belmopan      |                            |
| 13:00 UTC−6 |         | (0 - 1) | 20e López · 67e Romero | Arbitrage : Oliver Vergara | Arbitrage : Oliver Vergara |
| 13:00 UTC−6 | Rapport |         |                        | Arbitrage : Oliver Vergara | Arbitrage : Oliver Vergara |

| 2e journée              | Guatemala                             | 2 - 0   | Belize | Stade Doroteo Guamuch Flores, Guatemala |                           |
| 5 juin 2022 13:00 UTC−6 | Nembhard 10e (csc) · Mejía 75e (pen.) | (1 - 0) |        | Arbitrage : Diego Montaño               | Arbitrage : Diego Montaño |
| 5 juin 2022 13:00 UTC−6 | Rapport                               |         |        | Arbitrage : Diego Montaño               | Arbitrage : Diego Montaño |

| 5 juin 2022 | République dominicaine | 2 - 3   | Guyane                                 | Stade olympique Félix-Sánchez, Saint-Domingue |                             |
| 19:00 UTC−4 | Romero 20e · López 51e | (1 - 1) | 16e Sarrucco · 71e Baal · 78e Abelinti | Arbitrage : Ricardo Montero                   | Arbitrage : Ricardo Montero |
| 19:00 UTC−4 | Rapport                |         |                                        | Arbitrage : Ricardo Montero                   | Arbitrage : Ricardo Montero |

| 3e journée              | Belize    | 1 - 1   | Guyane       | FFB Stadium, Belmopan       |                             |
| 9 juin 2022 16:00 UTC−6 | Avila 74e | (0 - 0) | 89e Sarrucco | Arbitrage : Daniel Quintero | Arbitrage : Daniel Quintero |
| 9 juin 2022 16:00 UTC−6 | Rapport   |         |              | Arbitrage : Daniel Quintero | Arbitrage : Daniel Quintero |

| 9 juin 2022 | République dominicaine | 1 - 1   | Guatemala  | Stade olympique Félix-Sánchez, Saint-Domingue |                             |
| 19:00 UTC−4 | Lorenzo 12e            | (1 - 1) | 26e Santis | Arbitrage : Ricardo Montero                   | Arbitrage : Ricardo Montero |
| 19:00 UTC−4 | Rapport                |         |            | Arbitrage : Ricardo Montero                   | Arbitrage : Ricardo Montero |

| 4e journée               | Guatemala            | 2 - 0   | République dominicaine | Stade Doroteo Guamuch Flores, Guatemala |                             |
| 13 juin 2022 18:00 UTC−6 | Rubin 32e 78e (pen.) | (1 - 0) |                        | Arbitrage : Adonai Escobedo             | Arbitrage : Adonai Escobedo |
| 13 juin 2022 18:00 UTC−6 | Rapport              |         |                        | Arbitrage : Adonai Escobedo             | Arbitrage : Adonai Escobedo |

| 14 juin 2022 | Guyane       | 1 - 0   | Belize | Stade Georges-Chaumet, Cayenne  |                                 |
| 19:00 UTC−3  | Sarrucco 80e | (0 - 0) |        | Arbitrage : Pierre-Luc Lauziere | Arbitrage : Pierre-Luc Lauziere |
| 19:00 UTC−3  | Rapport      |         |        | Arbitrage : Pierre-Luc Lauziere | Arbitrage : Pierre-Luc Lauziere |

| 5e journée               | Guyane      | 1 - 1   | République dominicaine | Stade Edmard-Lama, Remire-Montjoly |                              |
| 23 mars 2023 18:30 UTC−3 | Legrand 86e | (0 - 0) | 90+4e Heredia          | Arbitrage : Ricangel de Leça       | Arbitrage : Ricangel de Leça |
| 23 mars 2023 18:30 UTC−3 | Rapport     |         |                        | Arbitrage : Ricangel de Leça       | Arbitrage : Ricangel de Leça |

| 24 mars 2023 | Belize        | 1 - 2   | Guatemala                    | FFB Stadium, Belmopan    |                          |
| 20:00 UTC−6  | Polanco 45+1e | (1 - 2) | 30e Castellanos · 44e Santis | Arbitrage : Selvin Brown | Arbitrage : Selvin Brown |
| 20:00 UTC−6  | Rapport       |         |                              | Arbitrage : Selvin Brown | Arbitrage : Selvin Brown |

| 6e journée               | République dominicaine  | 2 - 0   | Belize | Estadio Panamericano, San Cristóbal |                            |
| 27 mars 2023 18:00 UTC−4 | Reyes 13e · Lorenzo 60e | (1 - 0) |        | Arbitrage : Yadel Martínez          | Arbitrage : Yadel Martínez |
| 27 mars 2023 18:00 UTC−4 | Rapport                 |         |        | Arbitrage : Yadel Martínez          | Arbitrage : Yadel Martínez |

| 27 mars 2023 | Guatemala                                             | 4 - 0   | Guyane | Stade Doroteo Guamuch Flores, Guatemala |                         |
| 20:00 UTC−6  | Rubin 60e · Sequén 76e · Samayoa 80e · Aparicio 90+2e | (0 - 0) |        | Arbitrage : Marco Ortiz                 | Arbitrage : Marco Ortiz |
| 20:00 UTC−6  | Rapport                                               |         |        | Arbitrage : Marco Ortiz                 | Arbitrage : Marco Ortiz |

## Classement général et buteurs

### Classement général
Légende des classements
- Promotion en Ligue A et qualification pour la Gold Cup 2023
- Qualification pour les éliminatoires de la Gold Cup 2023

| Ligue B | Ligue B                         | Ligue B                         | Ligue B | Ligue B | Ligue B | Ligue B | Ligue B | Ligue B | Ligue B | Ligue B |
| Rang    | Nation                          | Parcours                        | Gr.     | MJ      | G       | N       | P       | Pts     | BM      | BE      |
| ------- | ------------------------------- | ------------------------------- | ------- | ------- | ------- | ------- | ------- | ------- | ------- | ------- |
| 1er     | Haïti                           | Meilleur premier de groupe      | B       | 6       | 5       | 1       | 0       | 16      | 22      | 5       |
| 2e      | Cuba                            | 2e meilleur premier de groupe   | A       | 6       | 5       | 0       | 1       | 15      | 11      | 3       |
| 3e      | Nicaragua                       | 3e meilleur premier de groupe   | C       | 6       | 4       | 2       | 0       | 14      | 15      | 5       |
| 4e      | Guatemala                       | 4e meilleur premier de groupe   | D       | 6       | 4       | 1       | 1       | 13      | 11      | 4       |
|         |                                 |                                 |         |         |         |         |         |         |         |         |
| 5e      | Trinité-et-Tobago               | Meilleur deuxième de groupe     | C       | 6       | 4       | 1       | 1       | 13      | 12      | 4       |
| 6e      | Guyane                          | 2e meilleur deuxième de groupe  | D       | 6       | 3       | 2       | 1       | 11      | 8       | 8       |
| 7e      | Guyana                          | 3e meilleur deuxième de groupe  | B       | 6       | 3       | 1       | 2       | 10      | 8       | 14      |
| 8e      | Guadeloupe                      | 4e meilleur deuxième de groupe  | A       | 6       | 3       | 0       | 3       | 9       | 5       | 5       |
|         |                                 |                                 |         |         |         |         |         |         |         |         |
| 9e      | Antigua-et-Barbuda              | Meilleur troisième de groupe    | A       | 6       | 3       | 0       | 3       | 9       | 5       | 7       |
| 10e     | République dominicaine          | 2e meilleur troisième de groupe | D       | 6       | 2       | 2       | 2       | 8       | 8       | 7       |
| 11e     | Bermudes                        | 3e meilleur troisième de groupe | B       | 6       | 1       | 1       | 4       | 4       | 7       | 10      |
| 12e     | Bahamas                         | 4e meilleur troisième de groupe | C       | 6       | 1       | 1       | 4       | 4       | 2       | 1       |
|         |                                 |                                 |         |         |         |         |         |         |         |         |
| 13e     | Montserrat                      | Meilleur quatrième de groupe    | B       | 6       | 1       | 1       | 4       | 4       | 6       | 14      |
| 14e     | Barbade                         | 2e meilleur quatrième de groupe | A       | 6       | 1       | 0       | 5       | 3       | 3       | 9       |
| 15e     | Saint-Vincent-et-les-Grenadines | 3e meilleur quatrième de groupe | C       | 6       | 0       | 2       | 4       | 2       | 5       | 14      |
| 16e     | Belize                          | 4e meilleur quatrième de groupe | D       | 6       | 0       | 1       | 5       | 1       | 2       | 10      |

### Buteurs
5 buts      
- Carnejy Antoine

4 buts     
- Arichel Hernández
- Joel Sarrucco
- Mondy Prunier

3 buts    
- Thierry Ambrose
- Rubio Rubin
- Omari Glasgow
- Derrick Etienne
- Lyle Taylor
- Matías Moldskred Belli
- Jaime Moreno
- Ariagner Smith

2 buts   
| - Myles Weston - Luis Paradela - Maikel Reyes - Jean Carlos López - Nowend Lorenzo - Dorny Romero - Oscar Santis - Frantzdy Pierrot - Steeven Saba | - Jeppe Simonsen - Adrian Clifton - Juan Barrera - Byron Bonilla - Kyle Edwards - Neveal Hackshaw - Joevin Jones - Noah Powder |

1 but  
| - D'Andre Bishop - Ashley Nathaniel-George - Shavorn Philip - Marcel Joseph - Lesly St. Fleur - Keon Atkins - Thierry Gale - Tajio James - Horace Avila - Jordy Polanco - Jai Bean - Willie Clemons - Dante Leverock - Nahki Wells - Onel Hernández - Yasniel Matos - Willian Pozo-Venta - Carlos Heredia - Edarlyn Reyes - Arnold Abelinti - Loïc Baal - Jean-David Legrand - Thomas Némouthé - Grégory Gendrey - Matthias Phaëton | - Jorge Aparicio - Óscar Castellanos - Carlos Mejía - Nicolás Samayoa - Marlon Sequén - Trayon Bobb - Jeremy Garrett - Liam Gordon - Nathan Moriah-Welsh - Emery Welshman - Alex Junior Christian - Fredler Christophe - Dany Jean - Duckens Nazon - Kaleem Simon - Flores - Josué Quijano - Oalex Anderson - Azinho Solomon - Cornelius Stewart - Judah García - Levi García - Kareem Moses - John-Paul Rochford - Ryan Telfer |

contre son camp  (csc)
- Deshawon Nembhard (pour le Guatemala)
- Christian Reyes (pour la Trinité-et-Tobago)

### Équipe-type
La CONCACAF a annoncé l'équipe suivante comme le meilleur onze de la Ligue B après la conclusion de la phase de groupe.
| Gardien       | Défenseurs                                | Milieux                                                            | Attaquants                                    |
| ------------- | ----------------------------------------- | ------------------------------------------------------------------ | --------------------------------------------- |
| Nick Townsend | Nicolás Samayoa Edarlyn Reyes Alvin Jones | Derrick Etienne Matías Moldskred Belli Shaquan Clarke Joevin Jones | Yasniel Matos Frantzdy Pierrot Ariagner Smith |